# Puiseaux
Puiseaux é uma comuna francesa na região administrativa do Centro, no departamento Loiret. Estende-se por uma área de 20,38 km². Em 2010 a comuna tinha 3 475 habitantes (densidade: 170,5 hab./km²).